# AB6IX
Gli AB6IX (에이비식스?; pronunciato A B Six) sono un gruppo musicale sudcoreano formatosi nel 2019. Il gruppo è composto da: Jeon Woong, Kim Dong-hyun, Lee Dae-hwi e Park Woo-jin.
Hanno fatto il loro debutto nel maggio 2019 con l'EP B Complete.

## Formazione
Attuale
- Jeon Woong – voce (2019-presente)
- Kim Dong-hyun – voce (2019-presente)
- Park Woo-jin – voce, rap (2019-presente)
- Lee Dae-hwi – voce (2019-presente)[1]

Ex-membri
- Lim Young-min – leader, voce, rap (2019-2020)[2]

## Discografia

### Album in studio
- 2019 – 6ixense
- 2021 – Mo' Complete

### EP
- 2019 – B Complete
- 2020 – 5NALLY
- 2020 – VIVID
- 2020 – Salute
- 2021 – Mo' Complete: Have a Dream
- 2021 – Absolute 6ix
- 2022 – Complete with You
- 2022 – A to B
- 2022 – Savior
- 2022 – Take a Chance

Riedizioni
- 2021 – Salute: A New Hope

### Singoli
- 2019 – Breathe
- 2019 – Blind for Love
- 2020 – The Answer
- 2020 – Salute
- 2021 – Stay Young
- 2021 – Close
- 2021 – Cherry
- 2022 – 1, 2, 3
- 2022 – Savior
- 2022 – Sugarcoat
- 2022 – Chance
- 2022 – Moonlight (con Reiley)
- 2022 – The Fabulous, Pt. 1

## Riconoscimenti
Starhub Night of Stars
- 2019 – Rising Star Award[3]

Melon Music Award
- 2019 – Hot Trend Award[4]

Asia Artist Award
- 2019 – Rookie of the Year[5]

Korea First Brand Awards
- 2019 – New Male Artist[6]

V Live Award
- 2019 – Global Rookie Top 5[7]

Soribada Best K-Music Award
- 2019 – Main Prize (Bonsang)[8]

Genie Music Award
- 2019 – Next Generation Star[9]

Golden Disc Award
- 2020 – Next Generation Award[10]

Seoul Music Award
- 2020 – New Artist Award[11]